# Casa Antoni Sala i Plans
La Casa Antoni Sala i Plans és una obra racionalista de Vic (Osona) inclosa a l'Inventari del Patrimoni Arquitectònic de Catalunya.

## Descripció
Edifici civil. Casa entremitgera que fa xamfrà. Consta de planta baixa i tres pisos. Acabada sense barbacana ni cornisa. A la planta hi ha diverses obertures destinades a establiments comercials i unes columnes de base circular que sostenen les tribunes poligonals dels tres pisos superiors. Les tribunes de cadascun dels pisos es troben entre pilars d'obra i amb baranes metàl·liques. A banda i banda i de manera simètrica s'obre un balcó a cada pis amb baranes d'obra de ferro. La part superior de l'edifici és llisa al centre i amb motllures als laterals. Els pilars que flanquegen les tribunes s'eleven més que l'edifici i emparen la barana de la terrassa. L'estat de conservació es mitjà: caldria restaurar la façana.

## Història
Construït al 1940 sobre un edifici que segurament ja existia al segle xviii, l'edifici segueix una tipologia força racionalista, no segueix una gradació en la mida de les obertures com ens trobem en la majoria d'edificacions d'aquest sector de la ciutat.
Està situat a l'antic camí que comunicava la ciutat amb el sector nord, el qual va començar a créixer al segle xii i al XIII anà creixent com a raval.
En època barroca passà a formar part de l'eixample de la ciutat i el carrer Nou fou precisament una d'aquestes vies.